# ウェールズ首相
ウェールズ首相（ウェールズしゅしょう、ウェールズ語: prif weinidog Cymru, 英語: First Minister of Wales）はウェールズ政府の首班でウェールズ国璽の管理者である。首相はウェールズの内閣を統括し、ウェールズ政府の政策の立案、発展、説明に主な責任を負う。首相はウェールズ議会 (Senedd Cymru) の議員のひとりであり、ウェールズ議会に指名された後、国王により正式に任命される。ウェールズの内閣の構成員やウェールズ政府の副大臣、法務官も首相によって任命される。ウェールズの政府の代表として、 首相は議会に対してこうした任命された人々の行動やウェールズ政府の行動に関する直接的な説明責任を負う。首相のオフィスはティ・ハイウェル (Tŷ Hywel) にある。日本語ではウェールズ首相と表記される他、ウェールズ首席大臣と表記されることもある。
現在の首相は、ウェールズ労働党に属するエルネド・モーガンで、初の女性首相として2024年8月6日に選出された。

## 用語
1998年に初めてウェールズ統治法53項 (1) が制定された際には、この地位は議会首席大臣（ウェールズ語: Prif Ysgrifennydd y Cynulliad、英語: Assembly First Secretary）として知られていた。この職名が選ばれたのは、ウェールズ語で首相 (First Minister) を表す "Prif Weindog" は "Prime Minister" とも翻訳されることがあり、イギリス首相との混同を防ぐため違う職名がよいとされたからであった。2000年10月に職名の変更が行われた。2006年ウェールズ統治法によってこの役職を正式に "First Minister" と呼ぶことが認められ、また首相はウェールズ国璽の管理者となった。
2021年10月22日に、この時の現職の首相であるマーク・ドレイクフォードは、自分のツイッターの肩書を@fmwales から@PrifWeinidogに変えているが、これについては "First Minister" や "Prime Minister" といった言葉のウェールズ語の短縮形をもっと使用する努力の一環と考えているメディアもある。英語では、この職位は依然として通常公式に "First Minister" とされている。

## 指名と任命
首相の地位の立候補者達は ウェールズ議会の議員達によって指名される 。議員の過半数が投票した者が首相候補者として選出される。このプロセスが発生すると、議長は在位中の君主に正式な手紙を送り、その後君主は指名された者をウェールズ首相に任命せねばならない。

## 役割
1998年ウェールズ統治法における取り決めにより、行政上の機能がウェールズ議会に与えられており、しかるのちに個別に首相や他の閣僚、職員に必要に応じて委任される。2006年ウェールズ統治法ができるまでは、これらは英国政府に委任された権限であった。しかしながら2007年の5月に法律が施行されてから、首相は国王によって指名され、ウェールズにおける王権を代表するようになる。首相は英国の君主の同意を得て、一般的にウェールズ政府として知られているウェールズの大臣、副大臣、法務長官を任命する。

## 首相の一覧
| 代  | 首相                                                     | 首相          | 所属政党                 | 選挙                     | 内閣                           | 在任期間                       | 在任期間    | 備考     | 副首相                         | 副首相                         |
| --- | -------------------------------------------------------- | ------------- | ------------------------ | ------------------------ | ------------------------------ | ------------------------------ | ----------- | -------- | ------------------------------ | ------------------------------ |
| 001 | アラン・マイケル Alun Michael                            |               | ウェールズ労働党 （WLP） | 1                        | マイケル                       | 1999年5月12日 - 2000年2月9日   | 273日       |          |                                | （欠員）                       |
| 002 | ロドリー・モーガン Rhodri Morgan                         |               | ウェールズ労働党 （WLP） | 1                        | モーガン（臨時）               | 2000年2月9日 - 2000年10月16日  | 9年 + 304日 |          |                                | （欠員）                       |
| 002 | ロドリー・モーガン Rhodri Morgan                         | 第1次モーガン | ウェールズ労働党 （WLP） | 1                        | 2000年10月16日 - 2003年5月1日  |                                | 9年 + 304日 |          | マイク・ジャーマン             |                                |
| 002 | ロドリー・モーガン Rhodri Morgan                         | 第1次モーガン | ウェールズ労働党 （WLP） | 1                        | 2000年10月16日 - 2003年5月1日  | ジェニー・ランダーソン（代理） | 9年 + 304日 |          |                                |                                |
| 002 | ロドリー・モーガン Rhodri Morgan                         | 2             | ウェールズ労働党 （WLP） | 第2次モーガン            | 2003年5月1日 - 2007年5月26日   |                                | 9年 + 304日 |          | （欠員）                       |                                |
| 002 | ロドリー・モーガン Rhodri Morgan                         | 3             | ウェールズ労働党 （WLP） | 第3次モ－ガン            | 2007年5月26日 - 2007年7月19日  |                                | 9年 + 304日 |          | （欠員）                       |                                |
| 002 | ロドリー・モーガン Rhodri Morgan                         | 3             | ウェールズ労働党 （WLP） | 第4次モーガン            | 2007年7月19日 - 2009年12月10日 |                                | 9年 + 304日 |          | イェイアン・ウィン・ジョーンズ |                                |
| 003 | カーウィン・ジョーンズ Carwyn Jones                      | 3             |                          | ウェールズ労働党 （WLP） | 第1次ジョーンズ                | 2009年12月10日 - 2011年5月11日 | 9年 + 2日   |          |                                | イェイアン・ウィン・ジョーンズ |
| 003 | カーウィン・ジョーンズ Carwyn Jones                      | 4             | 第2次ジョーンズ          | ウェールズ労働党 （WLP） | 2011年5月11日 - 2016年5月19日  |                                | 9年 + 2日   | （欠員） |                                |                                |
| 003 | カーウィン・ジョーンズ Carwyn Jones                      | 5             | 第3次ジョーンズ          | ウェールズ労働党 （WLP） | 2016年5月19日 - 2018年12月12日 |                                | 9年 + 2日   | （欠員） |                                |                                |
| 004 | マーク・ドレイクフォード Mark Drakeford                  | 5             |                          | ウェールズ労働党 （WLP） | 第1次ドレイクフォード          | 2018年12月13日 - 2021年5月13日 | 5年 + 98日  |          |                                | （欠員）                       |
| 004 | マーク・ドレイクフォード Mark Drakeford                  | 6             | 第2次ドレイクフォード    | ウェールズ労働党 （WLP） | 2021年5月13日 - 2024年3月20日  |                                | 5年 + 98日  | （欠員） |                                |                                |
| 005 | ヴォーン・ゲシング Vaughan Gething                       | 6             |                          | ウェールズ労働党 （WLP） | ゲシング                       | 2024年3月20日 - 2024年8月6日   | 139日       |          |                                | （欠員）                       |
| 006 | エルネド・モーガン Eluned Morgan, Baroness Morgan of Ely | 6             |                          | ウェールズ労働党 （WLP） | エルネド・モーガン             | 2024年8月6日 -（現職）         | 225日       |          |                                | ヒュー・イランカ＝デイヴィス   |